# Pashmînâ

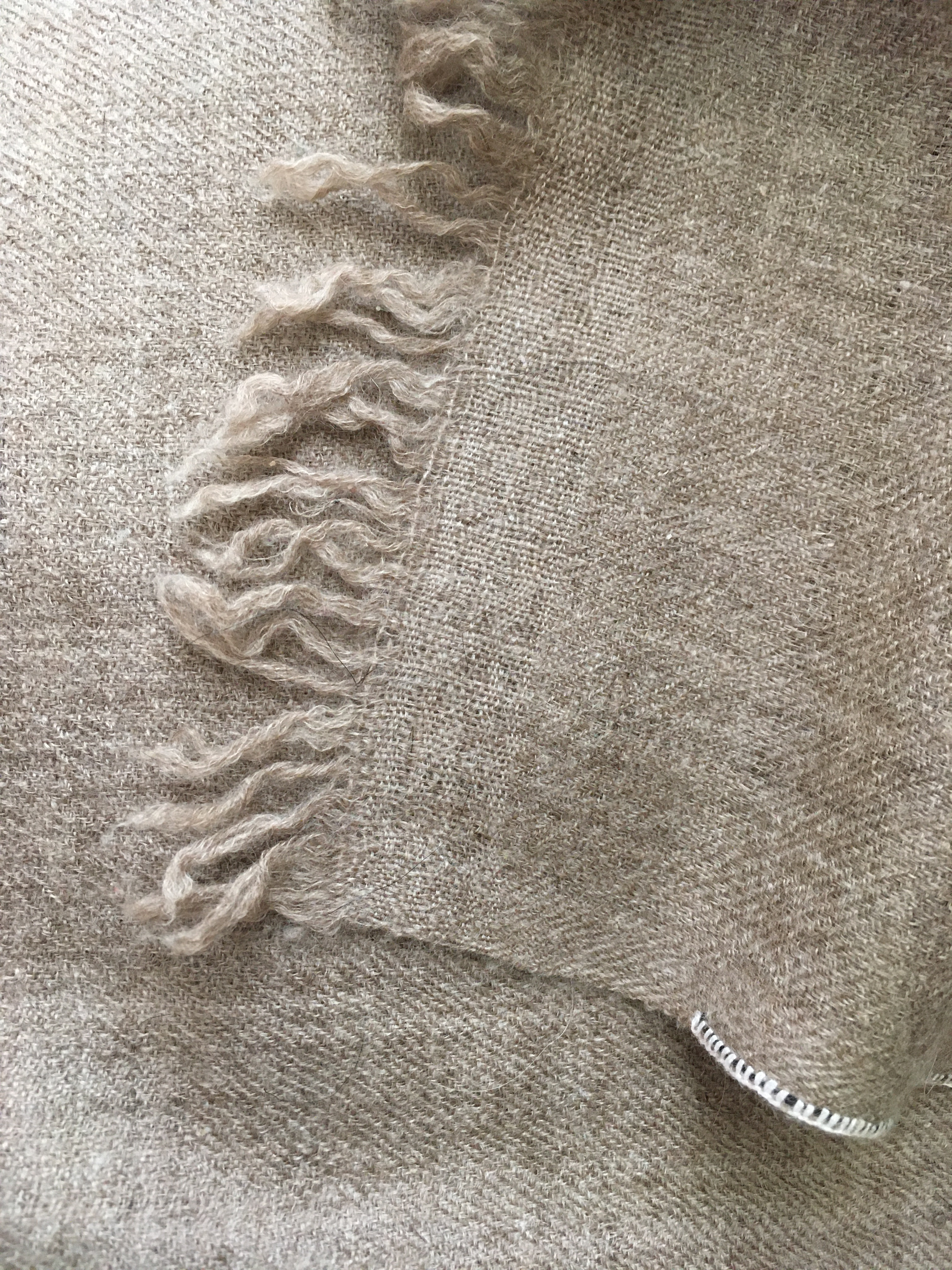
Châle en pashmînâ tissé à la main à Srinagar

Le pashmînâ est une fibre textile obtenue à partir du sous-poil duveteux des chèvres cachemire de l’Himalaya. Dans le langage courant, pashmina peut désigner soit la matière, soit le châle qui est fabriqué avec.Le terme pashmina vient du persan : پشمينه pashmina qui signifie lainage ou étoffe de laine, ce mot dérivant de پشم pashm qui signifie laine: cependant au Cachemire, pashm désigne spécifiquement le duvet brut des chèvres changthangi. Le pashmina et le cachemire générique proviennent tous deux du duvet de la chèvre Capra hircus laniger mais le pashmina est issu d'une sous-espèce particulière de chèvre, la chèvre changthangi, qui dans un environnement géographique précis, l'Himalaya, produit une fibre de cachemire exceptionnellement fine dont le diamètre varie de 12 à 16 micromètres, contre 12 à 19 micromètres pour le cachemire en général.
« Tout pashmina est cachemire mais tout cachemire n’est pas pashmina ».
De nos jours le pashmina est produit en Inde au Ladakh en quantités très limitées : 0,5% de la production mondiale de cachemire contre 70% pour la Chine, pays leader du secteur qui produit un cachemire dont le diamètre va de 14,5 à 19 micromètres.
La fibre de pashmina est principalement utilisée pour confectionner des châles — du persan shâl — de manière artisanale traditionnelle en Inde dans la région du Cachemire. Ces châles, aussi appelés en français « pashmina », font la renommée de la région depuis le 15e siècle.

## Histoire

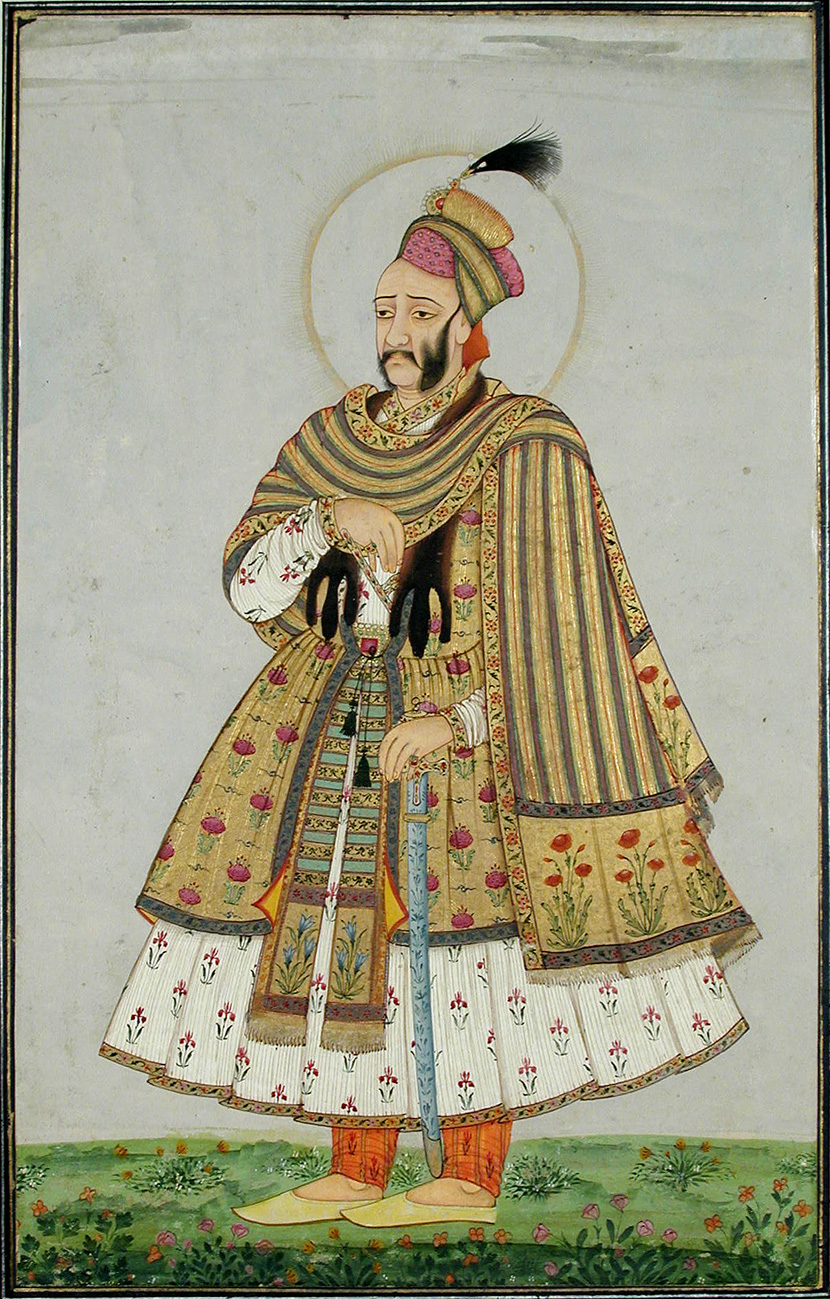
Dignitaire moghol portant un châle pashmina - vers 1700

Le pashmina est l'ancêtre du cachemire: ses origines sont très anciennes et remonteraient à l’antiquité. Des fragments de tissus découverts dans des artefacts en cuivre corrodés à Harappa et datant de la civilisation de la vallée de l'Indus sont en cours d’étude et les fibres extrêmement fines ressemblent au pashmina et au shahtoosh. Les premières mentions connues d'une industrie établie de tissage de châles remontent au 11e siècle de notre ère mais c’est au 15e siècle sous le patronage du sultan Zain-ul-Abidin que l’industrie du châle de pashmina, prend son essor. En effet, à l'époque moghole, le châle en pashmina du Cachemire va devenir un marqueur de rang et de noblesse. En 1526, Babur fonde l'Empire moghol en Inde et instaure la pratique consistant à offrir des khil’at (ou "robes d'honneur", généralement fabriquées dans un tissu coûteux) aux membres de sa cour pour marquer une faveur royale, récompenser un service, ou à titre de cadeau diplomatique. À l'époque d'Akbar, petit-fils de Babur, une paire de châles en pashmina fait partie intégrante des cérémonies de khil’at et cette tradition devient l'un des principaux moteurs de l'industrie du châle du Cachemire. Au XVIIIe siècle, le châle en pashmina est un artisanat de luxe bien établi au Cachemire: en Iran les empereurs safavides, zand et qajars pratiquent également le khil’at et portent des châles du Cachemire, tandis que les Britanniques de l’Inde coloniale se laissent séduire par cette pratique. C’est ainsi que le châle en pashmina arrive en Angleterre à la fin du 18e siècle et la fibre se retrouve elle-même rebaptisée par les occidentaux du nom de la région d’origine du châle: le cachemire. À la suite de la campagne d’Égypte, Napoléon et son entourage rapportent de nombreux châles en France et Joséphine, future impératrice, se prend de passion pour ce vêtement et sa matière: on prétend qu’elle posséda jusqu’à 400 châles! Elle en lance la mode, qui s'étend à toute l'Europe comme une traînée de poudre et durera jusqu’à 1870. Objets de désir, cadeaux de mariage préférés de l’aristocratie, ils suscitent une folle passion, raillée parfois par les écrivains de l’époque, et font office de marqueur de classe sociale ainsi que d’héritage précieux dont la valeur se ne dévalue pas. On estime que 80% des châles exportés en Europe par la région du Cachemire étaient destinés à la France. La guerre franco-prussienne de 1870 sonne le glas de cet âge d'or pour les artisans cachemiri qui connaissent récession économique et famine, tandis que la plupart d'entre eux sont obligés de se reconvertir. Au cours du XXe siècle l'industrie artisanale du pashmina va s'adapter, se concentrant sur le marché local indien où il n'a pas perdu son statut de marqueur social, avant de connaître un regain de popularité en occident dans les années 1990.

## Production
Élevées en Inde par les bergers nomades changpas, les chèvres pashmina changthangi vivent sur les hauts plateaux himalayens du Ladakh à des altitudes comprises entre 4000 et 6000m. Au printemps, lorsqu’elles perdent naturellement le sous-poil isolant qu’elles ont produit pour supporter des températures hivernales pouvant atteindre −40 °C, elles sont peignées à la main (et non tondues) pour récolter le duvet de «pashm» dont la qualité est appréciée en fonction de 3 critères: la longueur, le diamètre de la fibre ainsi que sa couleur.
Selon plusieurs études, la fibre de pashmina changthangi présente un diamètre de 12 à 14 micromètres et une longueur de 4 à 7cm qui la classe parmi les fibres les plus fines au monde. À titre de comparaison le fabricant Loro Piana, référence en matière de fibres de luxe fournit les données suivantes: 15,5 micromètres pour le cachemire, 13,5 micromètres pour le baby cachemire, 12,5 micromètres pour la vigogne. La seule fibre naturelle plus fine est le toosh, le duvet de l'antilope tibétaine qui mesure entre 9 et 12 micromètres. Cette fibre était autrefois utilisée dans l'industrie du châle du Cachemire pour fabriquer les shahtooshs qui sont aujourd'hui interdits afin de protéger l'espèce qui est inscrite à l'annexe 1 du CITES depuis 1979.
Une chèvre produit environ 200 à 300g de duvet brut, qui devra être nettoyé et débarrassé de ses impuretés: la quantité finale de duvet utilisable se réduit à 35% du poids initial.
Le pashmina brut est exporté dans la vallée voisine du Cachemire où il est utilisé pour confectionner des châles artisanaux. Le principal centre de production des châles pashminas se situe dans le vieux quartier de la ville de Srinagar. Toutes les étapes de nettoyage (élimination des impuretés et des poils de garde, alignement des fibres), filage, tissage, teinture, broderies et finitions, sont traditionnellement effectuées à la main par des artisans spécialisés. Compte tenu de la finesse de la fibre, celle-ci ne supporte que le tissage à la main et non les machines industrielles. Certains châles brodés peuvent demander plus d'une année de travail. Les pashminas sont réputés pour leur «finesse, leur chaleur, leur douceur, leur valeur esthétique désirable, leur élégance et leur intemporalité dans la mode»

L’Inde produit 40 à 50 tonnes de pashmina par an, soit moins de 1% de la production mondiale de cachemire. À titre de comparaison la Chine est le principal producteur de cachemire avec une part de 70%, suivi par la Mongolie avec 20%.

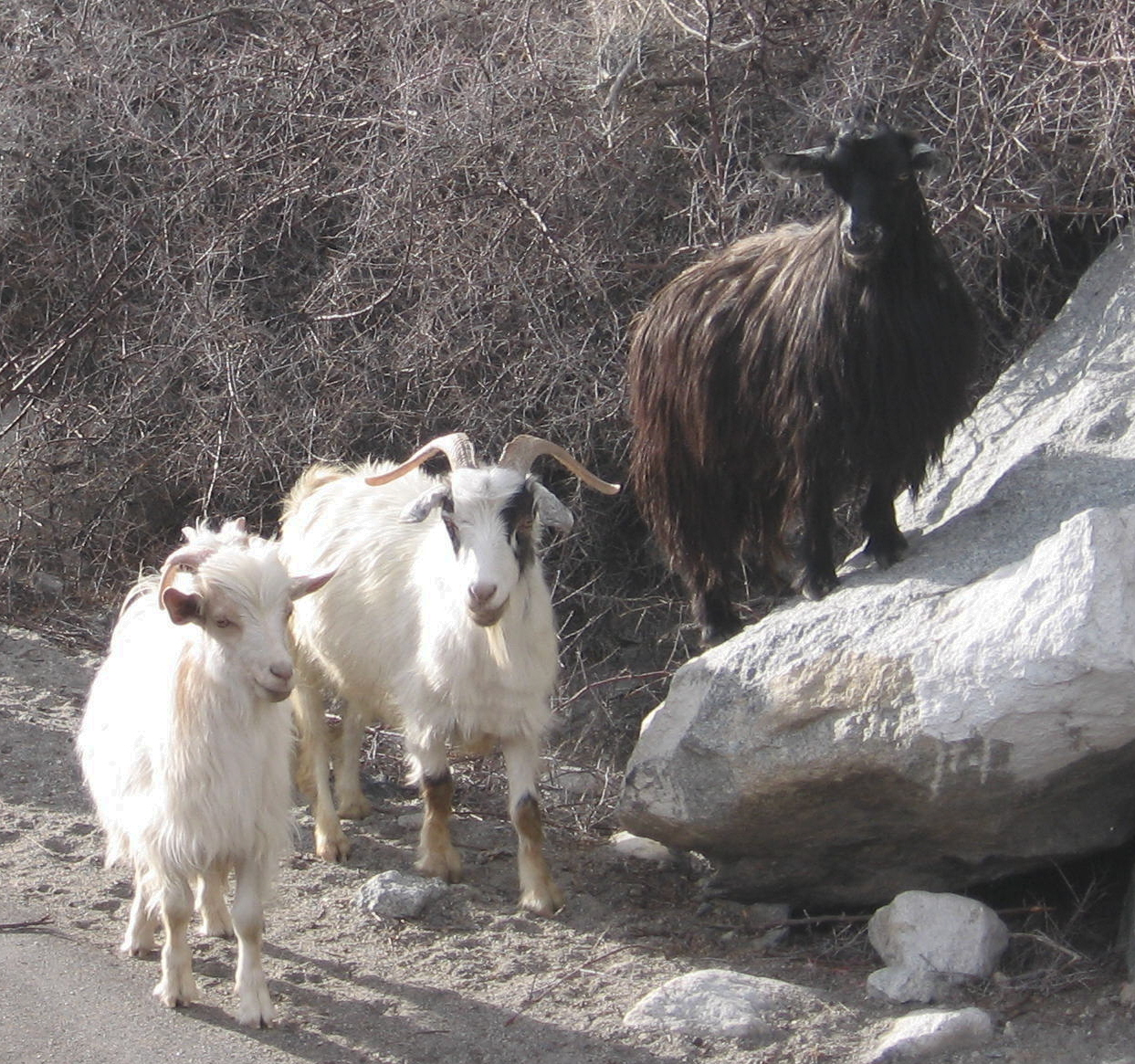
chèvres pashmina changthangi au Ladakh
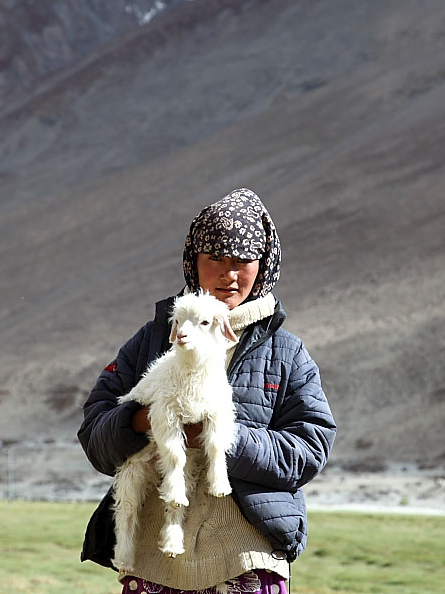
Nomade changpa au Ladakh avec une chèvre pashmina
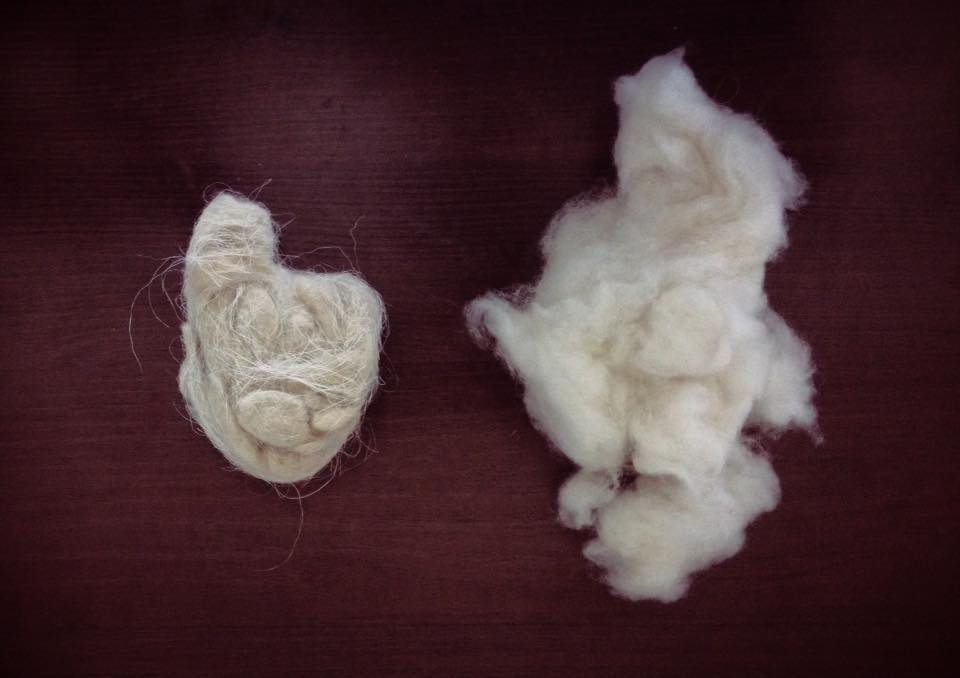
duvet de pashmina brut et nettoyé: la fibre mesure 12,8 micromètres
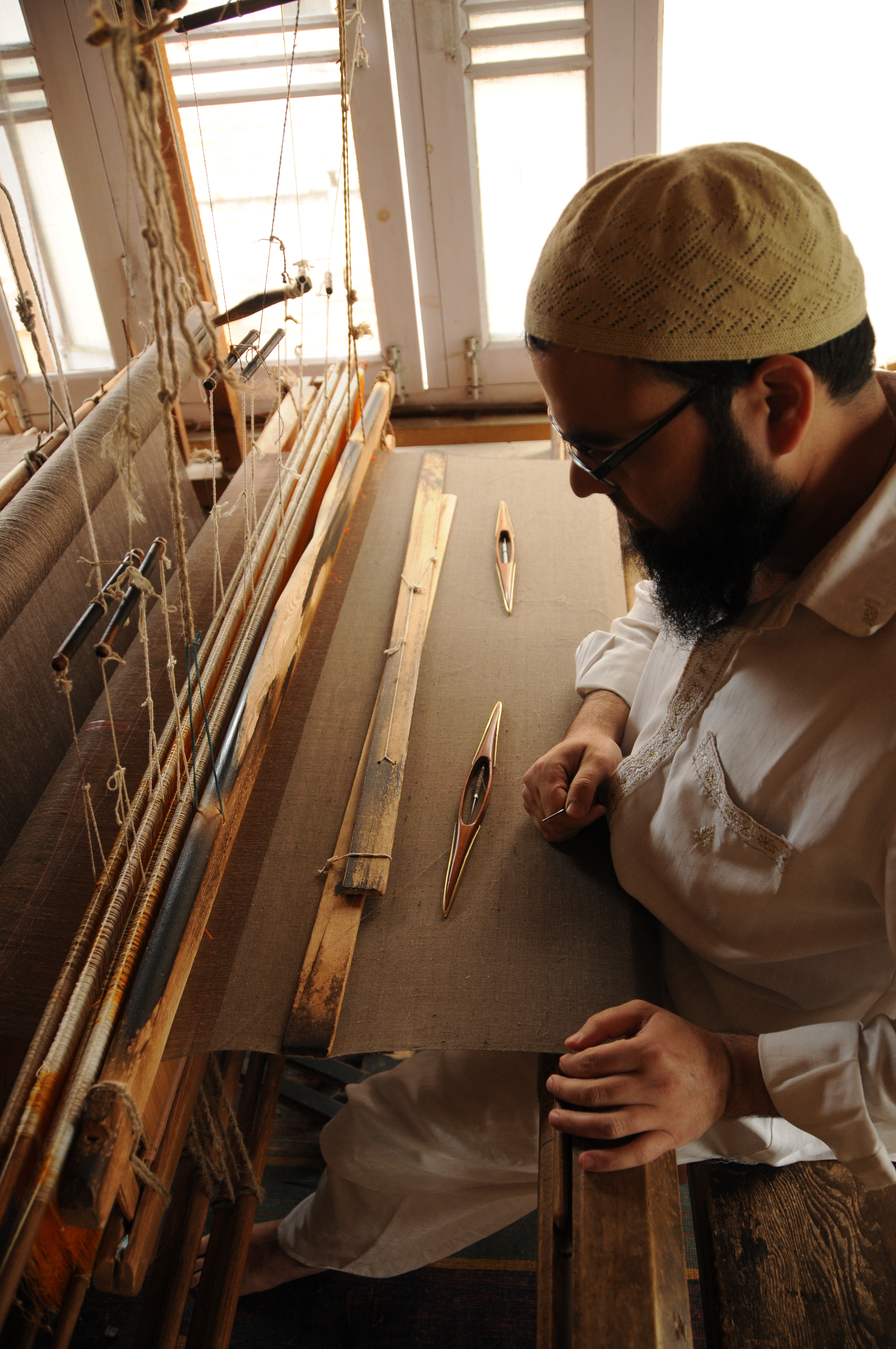
Tissage artisanal du pashmina à Srinagar
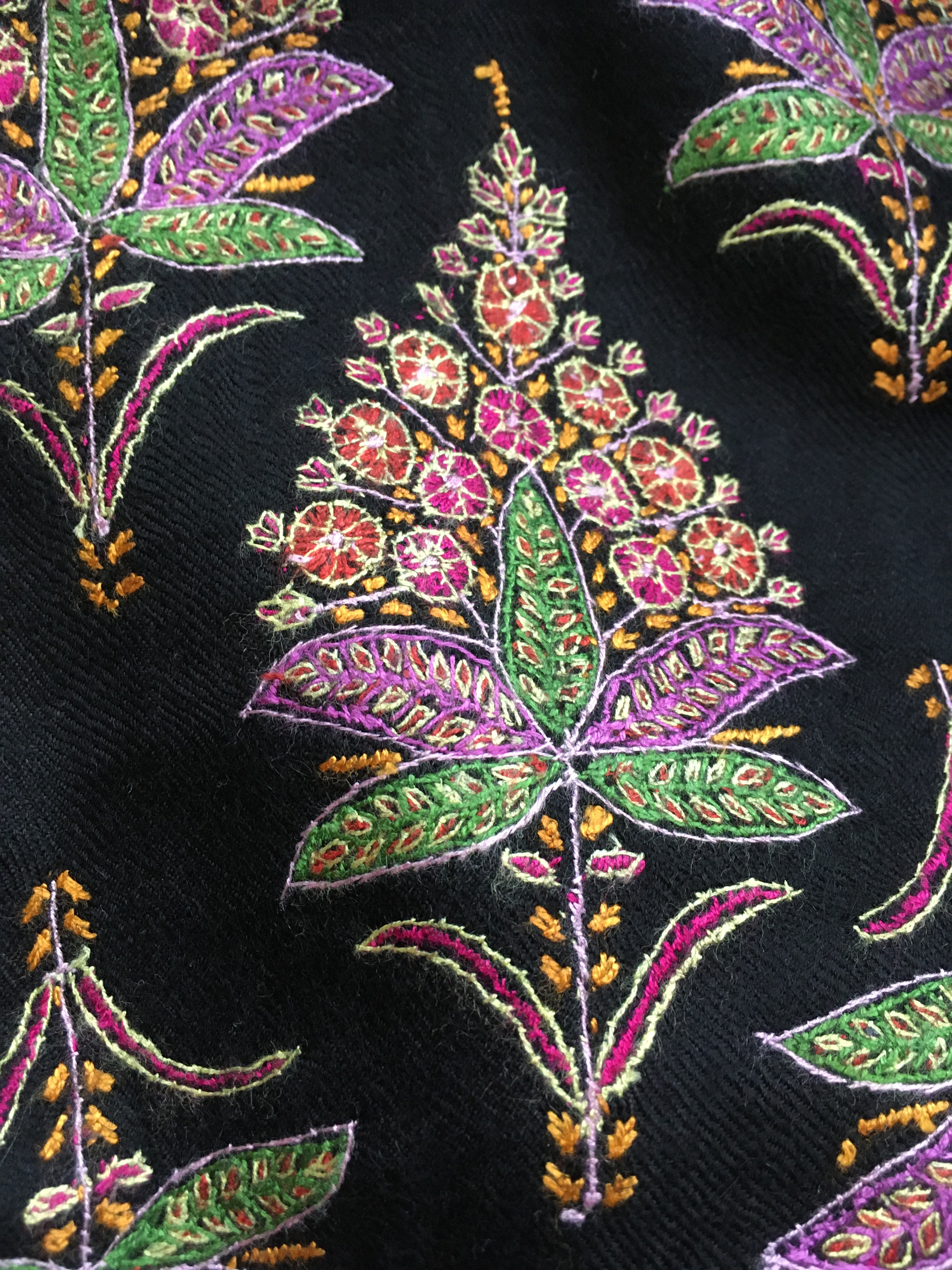
Fleur de boteh sur un Pashmina brodé artisanal

## Contrefaçons et label
Pashmina est le mot indien qui désigne la matière "cachemire", mais il n'est pas légalement enregistré dans la classification internationale en tant que matière textile spécifique. Dans ces conditions le pashmina doit donc être étiqueté en tant que "cachemire".
Aujourd'hui, le terme «pashmina» est utilisé sans discernement, et de nombreux châles en fibres diverses, naturelles ou synthétiques sont vendus sous le nom de «pashmina», créant la confusion sur le marché. Cette confusion semble prendre sa source dans les années 1990 lorsque les fabricants népalais récupèrent ce terme indien multiséculaire pour commercialiser leurs étoles unies à franges, en cachemire/soie puis dans n’importe quelle autre matière. Le prix d’un châle en pashmina authentique étant nécessairement élevé, en raison du coût d’une matière première rare et chère, et du savoir-faire artisanal chronophage indispensable à sa fabrication, les contrefaçons industrialisées à bas coût de production inondent le marché. Certains châles commercialisés sous le nom de châles pashmina contiennent en réalité de la laine fine d’agneau tissée mécaniquement puis traitée avec des adoucissants cationiques à base de silicone, tandis que des tissus artificiels tels que la viscose ou autres sont vendus sous le nom de «pashmina» avec des dénominations marketing fantaisistes telles que «pashmina viscose authentique».
Afin de lutter contre ces contrefaçons, un label de certification par indication géographique protégée pour l’artisanat traditionnel a été créé en Inde: Le Kashmir Pashmina GI. Créé en 2005 ce label garantit un produit:
- fait de 100% de fibres de «pashm» obtenues à partir du duvet de la chèvre Capra hircus des montages avec un diamètre inférieur à 16 micromètres,
- filé à la main,
- tissé à la main par les artisans de l’État de Jammu et Kashmir[20].

Les pièces sont testées par le laboratoire Pashmina Testing and Quality Certification Centre (PTQCC) selon 4 critères: l’origine de la fibre, sa finesse, son filage et son tissage, puis marquées individuellement avec une étiquette standardisée de 2,5cm collée inamovible comportant des données uniques d’identification. À noter que ce label ne concerne cependant que le pashmina filé manuellement à l’ancienne, pratique largement minoritaire de nos jours.
On peut aussi signaler une association de producteurs népalais, la NPIA, qui en 2011 a déposé une marque pour sa production locale: le chyangra pashmina™. Pour pouvoir utiliser le logo, le produit doit remplir certaines conditions:
- fait au Népal selon des standards spécifiques,
- à partir du duvet de la chèvre himalayenne chyangra «et fibres de qualité similaire»,
- la fibre ne doit pas excéder un diamètre de plus de 17 micromètres,
- le fil doit compter un minimum de 97% de pashmina,
- ou lorsqu’il est mélangé avec d’autres fibres, 51% de pashmina[23].

Cependant il semblerait que le pays n'a pas de laboratoire capable de tester les articles. Il est aussi important de préciser que ce logo ne garantit pas l’origine népalaise du fil puisque le cachemire utilisé par l’industrie népalaise provient à 90% de Chine tandis que selon Shankar Prasad Pandey, ancien président de la NPIA, la production nationale de pashmina chyangra ne contribue qu'à 2% de la matière première utilisée dans le pays. Le Népal produit bien du pashmina dans les districts du Mustang, Manang, Dolpa et Humla, mais en l’absence d’usine de transformation dans le pays, la production n'y est pas valorisée mais vendue brute à son voisin chinois. La production textile népalaise utilise ainsi du cachemire chinois et non du pashmina népalais. Le gouvernement népalais a pour projet de valoriser la filière et de former ses éleveurs.